# 왕찬파
왕찬파(중국어 간체자: 王灿发, 정체자: 王燦發, 병음: Wáng Cànfā, 1989년 8월 18일 ~ )는 중국의 중국정치과학대학 교수이자 베이징시에 위치한 중국 공해 피해자 법률 구조 센터(CLAPV)의 창립자이자 이사이다. 왕찬파는 환경법 전문가이며 중국의 환경 규정 초안에 다수 참여했다. 왕 창파는 중국에서 수백명의 변호사와 판사를 비롯한 법조인들에게 환경 교육을 제공하고, 환경 옹호자 네트워크를 구축했다.
1998년 왕찬파는 환경 오염으로 인하여 피해를 입은 중국의 시민들과 지역 사회에 환경과 관련된 법률 지원을 제공하는 센터인 CLAPV를 최초로 설립하였다. 왕찬파가 이사를 맡고 있는 동안 CLPAV는 핫라인을 통해 지원을 요청하는 전화를 1만 건 이상 받았으며 100건 이상의 사례를 처리했다. 왕찬파는 법정에서 1,700명의 원고를 대변하며 승소하였고, 중국 산둥성 지역의 제지 공장과 화학 공장으로부터 73만 달러를 배상받으라는 판결을 받아냈다. 그는 많은 상을 수상했으며 2007년 10월에는 《타임》(Time)의 " 환경 영웅" 명단에 등재되었다. 2014년에는 환경 보호 활동의 공로를 인정받아 막사이사이상을 수상했다.

## 같이 보기
- 환경영향평가